# ادیلسون (بازیکن فوتبال، زاده ۱۹۷۴)
ادیلسون (انگلیسی: Adílson؛ زادهٔ ۲۸ مهٔ ۱۹۷۴) بازیکن فوتبال اهل برزیل است.
از باشگاه‌هایی که در آن بازی کرده‌است می‌توان به باشگاه فوتبال اتلتیکو مینیرو اشاره کرد.